# Hans Karl Rosenberg

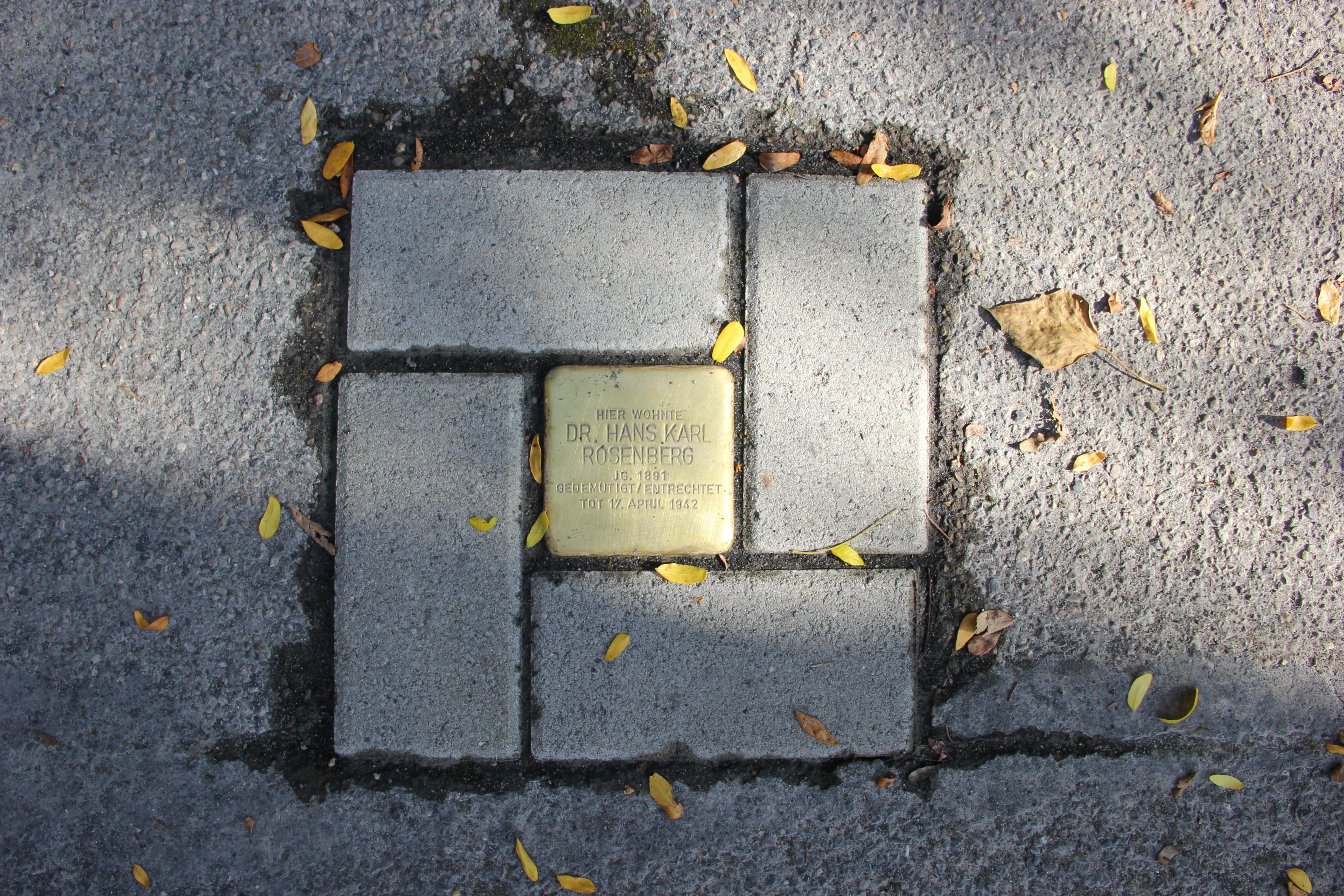
Stolperstein für Dr. Hans Karl Rosenberg, Bonn, Gneisenaustraße 16; (verlegt 2024)

Hans Karl Rosenberg (* 27. November 1891 in Köln; † 17. April 1942 in Bad Godesberg) war ein deutscher Professor an der Pädagogischen Akademie in Bonn.

## Leben
Rosenberg wurde als Sohn des katholischen Seminarlehrers Johann Nikolaus Bernhard Rosenberg (1849–1898), der als Jude 1866 zum katholischen Glauben konvertierte, in Köln geboren. Von 1902 bis 1911 war er auf dem Königlichen Katholischen Gymnasium an der Apostelkirche in Köln. Er studierte dann Geschichte, Germanistik und Nationalökonomie, bis 1913 in Bonn, dann in Berlin. Er nahm am Ersten Weltkrieg teil, wurde verwundet und erhielt das Eiserne Kreuz 2. Klasse und das Verwundetenabzeichen. Nach dem Krieg kehrte er zum Studium nach Bonn zurück. 1917 bestand er die Lehramtsprüfung für höhere Schulen und trat in den Schuldienst ein. 1918 bis 1920 war er Studienassessor am Königlichen Prinz-Georg Gymnasium in Düsseldorf. Zur selben Zeit promovierte er zum Doktor der Philosophie. Bis 1924 war er Studienassessor am Lyzeum der Schwestern Unserer Lieben Frau in Ratingen und von 1924 bis 1930 am Lyzeum der Ursulinen in Düsseldorf. Von 1920 bis 1930 war er Dozent für Geschichte und Staatsbürgerkunde an der Düsseldorfer Volkshochschule. 1930 erfolgte die Berufung zum Professor an die Pädagogische Akademie Bonn. Seitdem wohnte er in Friesdorf. Auf den Katholikentagen in Eupen (1927), Mailand (1931) und in Essen (1932) war er als Redner und sprach dort öffentlich gegen die Nationalsozialisten. 1932 war er auch einer der geladenen Festtagsredner auf der Friesdorfer 25-jährigen Gründungsfeier der dortigen Katholischen Arbeitnehmer-Bewegung  und seit 1935 im Kirchenvorstand.

## Verfolgung
Da Rosenberg durch seinen Vater als Halbjude galt, wurde er im April 1933 zwangsbeurlaubt und dann, durch den Erlass vom 20. Februar 1934 gemäß § 5.1 des Gesetzes zur Wiederherstellung des Berufsbeamtentums (GWBB) zunächst in das Amt eines Studienrates zurückgestuft und dann in den vorzeitigen Ruhestand versetzt. Anfang 1935 wurde ihm die Mitgliedschaft in der Reichsschrifttumskammer untersagt, und im März 1935 folgte das Verbot schriftstellerischer Tätigkeit für Juden. In dieser Zeit veröffentlichte er unter Pseudonymen seine bisherige unveröffentlichten Beiträge, aber auch solche für wissenschaftliche Zeitschriften. In diese Zeit fiel auch die Aufforderung seitens der Behörden an die Ehefrau, sie solle sich doch von dem Ehemann wegen seiner „jüdischen Abstammung“ scheiden lassen. Von 1936 bis 1937 bemühte er sich, mit der Familie in die USA auszuwandern, doch die Hürden waren viel größer als erwartet und nicht erfüllbar für die Familie. Man hätte einen Bürgen für die Familie in den Staaten finden müssen und dort eine Arbeitsstelle haben müssen. Rosenbergs Wohnung wurde observiert, und durch den zunehmenden gesellschaftlichen Druck trauten sich immer weniger Bekannte und Freunde, die Familie zu besuchen. 1939 zog die Familie aus Friesdorf weg nach Bad Godesberg und die Bespitzelungen hörten auf. Nachdem Joseph Roth von der Front heimgekehrt war, traf er sich heimlich mit Rosenberg:

„Einige Zeit nach seinem plötzlichen Verschwinden, ich glaube es waren ein paar Monate, war Herr Roth auf einmal wieder da, erschien jedoch nicht in der Schule. Allerdings kam er zu uns nach Hause zu Besuch, und mein Vater schloß sich  mit ihm in seiner Bibliothek ein. Stunden später trennten sie sich und ich sah ihn nicht wieder.“

Seelisch zerrüttet erkrankte Rosenberg an Angina Pectoris und starb schließlich an den Folgen eines ärztlichen „Nicht-Beistandes“ in seiner Wohnung (seine Frau rief mehrere Ärzte an, die es jedoch alle ablehnten zu kommen) im Alter von 51 Jahren. Im Herbst 1944 kamen zwei SS-Männer in Zivil und wollten „Hans Israel Rosenberg“ abholen, worauf die Witwe ihnen den Weg zum Friedhof zeigte. Seitdem hörte auch jede weitere Verfolgung der Familie auf.

## Werke
- 1922: Doktorarbeit: Justus Möser und die Reform des deutschen Adels
- 1923: Ildefons Herwegen (Hrsg.) Die Hymnen des Breviers, Freiburg i. Br.
- 1924: Lateinische geistliche Lieder des Mittelalters. Für den Schulgebrauch ausgewählt und erläutert., Leipzig
- 1925: H. Krahe und A. Theissen (Hrsg.), St. Lambertus. Stifts- und Pfarrkirche zu Düsseldorf. Ein Gedenkbuch, unter Mitwirkung von H. Rothäuser
- 1927: 25 Jahre Bahnhofsmission Düsseldorf. Eine Heimatsoziologische Studie, Düsseldorf
- 1935: Unter dem Pseudonym "Salvian" die Novelle Der Tod im Gehorsam, im Schlesischen Bonifatiusvereinsblatt
- 1936: Sequenzenübertragung von H.R., in Die Viktorianer. Mystische Schriften, Wien
- 1937: Christliche Hausvaterlehre, in: Werkruf, Monatsblatt für Gruppenarbeit im kath. Werkvolk

Artikel über Geschichtsphilosophie und Erzählungen in Kirchenzeitungen in den Bistümern Berlin, Breslau, Paderborn. Dabei verwendete er u. a. die Kürzel: "H.R.", "H.R. rh." und "Prof. R." In den Jahren 1937 und 1938 erschienen etwa 65 Darstellungen von Heiligenleben.
- 1951: Der Tod im Gehorsam. Eine Diasporaerzählung, Leipzig (Neuauflage von 1935)

Mitbegründer der Düsseldorfer Volkshochschule

## Ehrungen
- 2000: Die katholische Kirche hat Dr. Hans Karl Rosenberg als Glaubenszeugen in das deutsche Martyrologium des 20. Jahrhunderts aufgenommen.
- 2002: Eine Stichstraße der Bonner Joseph-Roth-Straße wird in Hans-Rosenberg-Straße benannt.[5]